# Indigofera pobeguinii
Indigofera pobeguinii är en ärtväxtart som beskrevs av Jan Bevington Gillett. Indigofera pobeguinii ingår i släktet indigosläktet, och familjen ärtväxter. Inga underarter finns listade i Catalogue of Life.